# Warlord (Comicserie)
Warlord ist der Titel einer zwischen 1976 und 1988 von dem US-amerikanischen Verlag DC Comics verlegten Fantasy-Comicserie. Weitere Miniserien erschienen bis 2010.

## Inhalt
Die Serie erzählt von den Erlebnissen des amerikanischen Piloten und Vietnamkriegs-Veteranen Travis Morgan in der "vergessenen Welt" von Skartaris, einem Wunderland im Inneren der Erdkugel, in das er verschlagen wird, nachdem er mit seinem SR-71-Jet ein bis dato von der Menschheit übersehenes Gebiet des Nordpols überfliegt, das sich als ein Loch in der Erdkruste herausstellt, das als ein Portal ins Erdinnere dient. Der Titel Warlord leitet sich von dem Namen ab, den die Bewohner von Skartaris den in ihrer Welt gestrandeten Travis Morgan aufgrund seiner überragenden militärischen Fähigkeiten verleihen.
Skartaris, der Schauplatz der Warlord-Abenteuer, ist ein buntes Amalgam aus verschiedensten Elementen der Ritter-, Science-Fiction- und Fantasy-Literatur. In ihm treffen Steinzeitmenschen und Fleisch gewordene Zauberei-Vorstellungen des Mittelalters aufeinander, finden sich gleichermaßen futuristische Roboter und urzeitliche Kreaturen wie Mammuts, Säbelzahntiger und Dinosaurier, prallen Ritter auf Wissenschaftler die einer utopischen Zukunft zu entstammen scheinen.
Nach seiner Ankunft in Skartaris passt Travis Morgan sich rasch den Verhältnissen seiner wundersamen neuen Umgebung an: Ausgestattet mit einem passenden Outfit aus Lendenschurz und – fälschlich den Wikingern zugeschriebenem – Hörnerhelm, mit einem Prachtschwert ("Hellfire") und einer Auto Mag-Pistole, schickt er sich an, die beklagenswerten Verhältnisse in Skartaris auf den Kopf zu stellen: Er zieht in den Kampf gegen Schurken wie den bösen Zauberer Deimos und verschiedene despotische Könige, findet eine Gefährtin in der spärlich bekleideten Wilden Tara ("Königin von Shamballa) und schart mit der Zeit verschiedene Helfer um sich, wie den schlauen Machiste, die gestrande russische Archäologin Mariah, Shakira – eine katzenhaft anmutige Frau die sich in einen Panther verwandeln kann – und seine eigene, ihm nach Skartaris gefolgte Tochter Jennifer. Gemeinsam mit Tara zeugt Morgan einen Sohn, Joshua (Tinder) der in Ausgabe #15 geboren wird.
Jedem Warlord-Abenteuer vorangestellt wurde der einführende Satz:
„In the savage world of Skartaris, 

life is a constant struggle for survival. 

Here, beneath an unblinking orb of eternal 

sunlight, one simple law prevails: 

If you let down your guard for an instant you will soon be very dead.“
Bei einem Auftritt in der Zeichentrickserie "Justice League Unlimited" wurde Travis Morgan im amerikanischen Original von dem Schauspieler Paul Guilfoyle synchronisiert.

## Veröffentlichung
Die Serie umfasst 133 Ausgaben zuzüglich 6 als "Warlord Annual" betitelter Sonderausgaben. Sie wurde ursprünglich von DC in Reaktion auf den immensen Erfolg der zeitgleich bei Marvel Comics verlegten Fantasy-Serie "Conan der Barbar" ins Leben gerufen. Schöpfer sowie langjähriger Autor und Zeichner der Serie war der Schriftsteller Mike Grell, der die Figur von Travis Morgan erstmals in "First Issue Special" # 8 vom November 1975. Mit der Ausgabe #63 übernahm der Künstler Dan Jurgens die Aufgabe des Zeichners, die er bis zur Einstellung der Serie mit Nr. #133 beibehalten sollte. Zudem waren im hinteren Teil der Hefte der Serie über Jahre hinweg die Abenteuer von "Arion dem Zauberer" enthalten.
Der 2006 unternommene Versuch von DC, das Warlord-Konzept in überarbeiteter Form wiederzuverwerten, scheiterte: Die von Bruce Jones verfasste und von Bart Sears gezeichnete neugestartete Warlord-Serie brachte es auf nur 10 Ausgaben.
Von Juni 2009 bis September 2010 erschien eine Fortsetzung der Originalserie unter dem Titel "Warlord", geschrieben von Mike Grell und illustriert von Joe Prado und Walden Wong.
Der deutsche Egmont Ehapa Verlag veröffentlichte zwischen 1980 und 1987 nicht chronologisch, da zwischendurch Originalhefte ausgelassen wurden, die US-Ausgaben in ihrer Reihe Die großen Phantastic-Comics. 15 Ausgaben widmeten sich dem Warlord.